# Ries (Graz)
Ries è il decimo distretto di Graz, capoluogo della Stiria. Confina a ovest con Mariatrost e Geidorf, con St. Leonhard e Waltendorf a sud.
Vi si trova la chiesa cattolica di Bruder-Klaus, terminata nel 1987. 

Il distretto prende il suo nome da una catena di colline che sorgono nella zona.